# Paris (1911)
Paris byla francouzská bitevní loď třídy Courbet. Společně se sesterskou France patřila k druhé dvojici lodí této třídy objednaných v roce 1911. Třída Courbet představovala první generaci francouzských dreadnoughtů. Loď se účastnila první světové války, přičemž druhou světovou válku strávila ukotvená v přístavu Plymouth, kam po porážce Francie unikla.
Za první světové války se Paris podílela především na blokádě Otrantského průlivu. V letech 1922–1923 byla poprvé modernizována. Byla u ní zvýšena elevace hlavních děl, část kotlů byla schopna používat naftu jako palivo a nový byl i systém palby. V letech 1927–1929 proběhla druhá modernizace a při třetí modernizaci v letech 1934–1935 Paris dostala kotle vytápěné naftou a sedm nových 75mm kanónů namísto původních kanónů menších ráží.
Po porážce Francie na počátku druhé světové války se Paris podařilo uniknout do Plymouthu a později kotvila v Portsmouthu. Dne 3. července 1940 ji zde Britové v rámci Operace Catapult násilně obsadili. Válku loď strávila ukotvená v Plymouthu jako ubytovací loď. Po válce byla loď odtažena zpět do Francie, ale do operační služby už nikdy nevstoupila. Do roku 1955 opět fungovala jako ubytovací loď a v následujícím roce byla sešrotována.

## Uživatelé
- – Francouzské námořnictvo
- – Svobodní Francouzi